# NGC 3016
NGC 3016 (również PGC 28269 lub UGC 5266) – galaktyka spiralna (Sb), znajdująca się w gwiazdozbiorze Lwa. Odkrył ją 21 marca 1854 roku R.J. Mitchell – asystent Williama Parsonsa.